# GMC Hummer EV
GMC Hummer EV (cunoscut și ca Hummer EV și brand-uit ca HEV) este un nou SUV electric produs de General Motors sub marca GMC.